# Liloan (Leyte del Sur)
Liloan es un municipio filipino de cuarta clase, perteneciente a la provincia de Leyte del Sur, en las Bisayas Orientales.

## Historia
Hacia mediados del siglo XIX, el lugar formaba parte de Maasin. Aparece descrito en el segundo volumen del Diccionario geográfico, estadístico, histórico de las Islas Filipinas (1851) de Manuel Buzeta Núñez y Felipe Bravo con las siguientes palabras:

LILOAN: visita del pueblo de Maasim, en la islita de Panahoa, adyacente á la de Leyte, y adscrita á la prov. que forma esta dióc. de Cebú; pobl. y trib. se incluyen en el art. de la matriz.
(Buzeta y Bravo, 1851, p. 162)

En la actualidad, es un municipio independiente. En 2020, tenía censados 24 800 habitantes.